# Olympische Sommerspiele 2020/Basketball
Bei den Olympischen Spielen 2020 in Tokio fanden vom 24. Juli bis zum 8. August 2021 insgesamt vier Wettbewerbe im Basketball statt.
Die Wettkampfstätte der klassischen Mannschaftsturniere war die Saitama Super Arena in der gleichnamigen Stadt Saitama. Zudem wurde zum ersten Mal bei Olympischen Spielen je ein Wettbewerb für Damen und Herren in der 3×3-Variante ausgetragen. Ausgetragen wurden sie im Aomi Urban Sports Park zu Tokio.

## Zeitplan
| Zeitplan Basketball | Zeitplan Basketball | Zeitplan Basketball | Zeitplan Basketball | Zeitplan Basketball | Zeitplan Basketball | Zeitplan Basketball | Zeitplan Basketball | Zeitplan Basketball | Zeitplan Basketball | Zeitplan Basketball | Zeitplan Basketball | Zeitplan Basketball | Zeitplan Basketball | Zeitplan Basketball | Zeitplan Basketball | Zeitplan Basketball |
| Wettbewerbe         | Juli 2021           | Juli 2021           | Juli 2021           | Juli 2021           | Juli 2021           | Juli 2021           | Juli 2021           | Juli 2021           | August 2021         | August 2021         | August 2021         | August 2021         | August 2021         | August 2021         | August 2021         | August 2021         |
| Männer              | 24.                 | 25.                 | 26.                 | 27.                 | 28.                 | 29.                 | 30.                 | 31.                 | 1.                  | 2.                  | 3.                  | 4.                  | 5.                  | 6.                  | 7.                  | 8.                  |
| ------------------- | ------------------- | ------------------- | ------------------- | ------------------- | ------------------- | ------------------- | ------------------- | ------------------- | ------------------- | ------------------- | ------------------- | ------------------- | ------------------- | ------------------- | ------------------- | ------------------- |
| Mannschaft          |                     |                     |                     |                     |                     |                     |                     |                     |                     |                     |                     |                     |                     |                     |                     |                     |
| 3×3                 |                     |                     |                     |                     |                     |                     |                     |                     |                     |                     |                     |                     |                     |                     |                     |                     |
| Frauen              | 24.                 | 25.                 | 26.                 | 27.                 | 28.                 | 29.                 | 30.                 | 31.                 | 1.                  | 2.                  | 3.                  | 4.                  | 5.                  | 6.                  | 7.                  | 8.                  |
| Mannschaft          |                     |                     |                     |                     |                     |                     |                     |                     |                     |                     |                     |                     |                     |                     |                     |                     |
| 3×3                 |                     |                     |                     |                     |                     |                     |                     |                     |                     |                     |                     |                     |                     |                     |                     |                     |
| Entscheidungen      | 0                   | 0                   | 0                   | 0                   | 2                   | 0                   | 0                   | 0                   | 0                   | 0                   | 0                   | 0                   | 0                   | 0                   | 2                   | 1                   |

|  | Qualifikation | / | Medaillenentscheidung |

## Bilanz

### Medaillenspiegel
| Platz   | Land               | Gold | Silber | Bronze | Gesamt |
| ------- | ------------------ | ---- | ------ | ------ | ------ |
| 1       | Vereinigte Staaten | 3    | –      | –      | 3      |
| 2       | Lettland           | 1    | –      | –      | 1      |
| 3       | ROC                | –    | 2      | –      | 2      |
| 4       | Frankreich         | –    | 1      | 1      | 2      |
| 5       | Japan              | –    | 1      | –      | 1      |
| 6       | Australien         | –    | –      | 1      | 1      |
| China   | –                  | –    | 1      | 1      |        |
| Serbien | –                  | –    | 1      | 1      |        |
| Gesamt  | Gesamt             | 4    | 4      | 4      | 12     |

### Medaillengewinner
| Disziplin  | Gold | Silber | Bronze |
| ---------- | --- | --- | --- |
| Männer     | Vereinigte StaatenBam Adebayo, Devin Booker, Kevin Durant, Jerami Grant, Draymond Green, Jrue Holiday, Keldon Johnson, Zach LaVine, Damian Lillard, JaVale McGee, Khris Middleton, Jayson Tatum        | FrankreichAndrew Albicy, Nicolas Batum, Petr Cornelie, Nando de Colo, Moustapha Fall, Evan Fournier, Rudy Gobert, Thomas Heurtel, Timothé Luwawu-Cabarrot, Frank Ntilikina, Vincent Poirier, Guerschon Yabusele | AustralienAron Baynes, Matthew Dellavedova, Dante Exum, Chris Goulding, Josh Green, Joe Ingles, Nick Kay, Jock Landale, Patty Mills, Duop Reath, Nathan Sobey, Matisse Thybulle                                       |
| Frauen     | Vereinigte StaatenAriel Atkins, Sue Bird, Tina Charles, Napheesa Collier, Skylar Diggins-Smith, Sylvia Fowles, Chelsea Gray, Brittney Griner, Jewell Loyd, Breanna Stewart, Diana Taurasi, A’ja Wilson | JapanHimawari Akaho, Saki Hayashi, Rui Machida, Evelyn Mawuli, Saori Miyazaki, Yuki Miyazawa, Naho Miyoshi, Nako Motohashi, Moeko Nagaoka, Monica Okoye, Maki Takada, Nanaka Todo                               | FrankreichAlexia Chartereau, Héléna Ciak, Alix Duchet, Marine Fauthoux, Sandrine Gruda, Marine Johannès, Sarah Michel, Endéné Miyem, Iliana Rupert, Diandra Tchatchouang, Valériane Vukosavljević, Gabrielle Williams |
| 3×3 Männer | LettlandAgnis Čavars Edgars Krūmiņš Kārlis Lasmanis Nauris Miezis | ROCIlja Karpenkow Kirill Pisklow Stanislaw Scharow Alexander Sujew | SerbienDušan Domović Bulut Dejan Majstorović Aleksandar Ratkov Mihailo Vasić |
| 3×3 Frauen | Vereinigte StaatenStefanie Dolson Allisha Gray Kelsey Plum Jackie Young | ROCOlga Frolkina Julija Kosik Anastassija Logunowa Marija Tscherepanowa | ChinaWan Jiyuan Wang Lili Yang Shuyu Zhang Zhiting |

## Qualifikation
Folgende Nationen sicherten sich Quotenplätze:
| Nation             | Basketball | Basketball | 3×3-Basketball | 3×3-Basketball | Quotenplätze |
| Nation             | Männer     | Frauen     | Männer         | Frauen         | Quotenplätze |
| ------------------ | ---------- | ---------- | -------------- | -------------- | ------------ |
| Argentinien        | X          |            |                |                | 1            |
| Australien         | X          | X          |                |                | 2            |
| Belgien            |            | X          | X              |                | 2            |
| China              |            | X          | X              | X              | 3            |
| Deutschland        | X          |            |                |                | 1            |
| Frankreich         | X          | X          |                | X              | 3            |
| Iran               | X          |            |                |                | 1            |
| Italien            | X          |            |                | X              | 2            |
| Japan              | X          | X          | X              | X              | 4            |
| Kanada             |            | X          |                |                | 1            |
| Lettland           |            |            | X              |                | 1            |
| Mongolei           |            |            |                | X              | 1            |
| Nigeria            | X          | X          |                |                | 2            |
| Niederlande        |            |            | X              |                | 1            |
| Polen              |            |            | X              |                | 1            |
| Puerto Rico        |            | X          |                |                | 1            |
| Rumänien           |            |            |                | X              | 1            |
| ROC                |            |            | X              | X              | 2            |
| Serbien            |            | X          | X              |                | 2            |
| Slowenien          | X          |            |                |                | 1            |
| Spanien            | X          | X          |                |                | 2            |
| Südkorea           |            | X          |                |                | 1            |
| Tschechien         | X          |            |                |                | 1            |
| Vereinigte Staaten | X          | X          |                | X              | 3            |
| Gesamt: 24 NOKs    | 12         | 12         | 8              | 8              | 40           |